# Judy Chicago
Judy Chicago, née Judy Cohen le 20 juillet 1939 à Chicago, est une artiste féministe et une universitaire américaine. Elle est connue pour ses installations telles que The Dinner Party et The Birth Project, toutes deux basées sur des thèmes féministes, et The Holocaust Project, illustrant les atrocités commises par les nazis durant la Seconde Guerre mondiale.

## Biographie

### Jeunesse et formation
Née Judy Cohen, à Chicago, Judy Chicago est la fille de May Cohen, danseuse, qui a encouragé Judy et son jeune frère, Ben, à suivre leurs goûts artistiques, et d'Arthur Cohen, qui, bien qu'il soit issu d'une famille de rabbins depuis plusieurs générations, a rejeté le judaïsme orthodoxe pour devenir militant syndicaliste marxiste. Après ses études secondaires, elle est acceptée au The Art Institute of California – San Diego (en). Elle poursuit ses études en beaux-arts à l'université de Californie à Los Angeles où elle obtient le Bachelor of Arts (licence) en 1962, suivi d'un Master of Fine Arts (master en beaux-arts) en 1964. Dès 1962, elle devient membre de la très sélective Phi Beta Kappa,,,,.

### Parcours artistique
Judy Chicago est une artiste féministe active depuis le milieu des années 1960. Ses premières œuvres significatives, The Dinner Party et The Holocaust Project, coïncident avec l'émergence du minimalisme, tendance qu'elle abandonne ultérieurement en faveur d'un art qui se veut davantage en adéquation avec ses convictions. 
En 1966, son œuvre Rainbow Pickets est exposée au « Primary Structures », une exposition minimaliste de référence tenue au Jewish Museum. En 1970, elle développe le premier programme d'art féministe à l’université d'État de Californie à Fresno. Ce programme est notamment mentionné dans le film Judy Chicago and the California Girls, dirigé par Judith Dancoff et sorti en 1971. C'est également au cours de cette année qu'elle modifie son nom de famille en « Chicago », à l'instar notamment des Black Panther Party, qui pensaient que leurs noms de famille ne servaient qu'à renforcer leur « condition d'esclaves ».
En 1971, Judy Chicago et Miriam Schapiro développent conjointement le Programme d'Art Féministe CalArts au California Institute of the Arts. Les deux femmes encouragent les étudiantes à s'exprimer sur leurs expériences et soutiennent leurs aspirations. Elles organisent ensemble une des toutes premières expositions d'art féministe : Womanhouse, 17 projets illustrant des expériences de femmes dans une société discriminante en écho au livre de Betty Friedan La Femme mystifiée du 30 janvier au 28 février 1972. Les deux artistes théorisent une représentation spécifique des femmes, basée sur l'image d'une centralité vaginale. Judy Chicago produit cette année là Red Flag, une photolithographie montrant un tampon hygiénique rougi de sang menstruel, qu’une femme tire de son vagin. 
Ses thèses sont amplement débattues dans les cercles féministes : certaines lui reprochent son essentialisme, « on naît femme, on ne le devient pas », opposant à la détermination biologique de ces images une construction culturelle et sociale. En 1973, Judy Chicago cofonde avec Sheila Levrant de Bretteville et Arlene Raven le Feminist Studio Workshop, espace d'exposition d'art féministe, mais aussi d'éducation artistique, exclusivement réservé aux femmes qui deviendra ensuite le Woman's Building.
Judy Chicago est surtout connue pour son œuvre The Dinner Party (1974-1979) ,,. Cette œuvre, à laquelle des centaines de volontaires ont participé, est hébergée depuis 2002 au Brooklyn Museum of Art. Elle a été donnée au musée par la fondation Elizabeth A. Sackler. Elle est dorénavant exposée de façon permanente au sein du Centre Elizabeth A. Sackler pour l'art féministe, qui a ouvert ses portes en mars 2007. L'œuvre est un hommage à l'histoire des femmes sous la forme d'une grande table triangulaire comprenant 39 couverts dont les assiettes stylisées rendent hommage à 39 femmes célèbres. L'œuvre se veut être un monument à la mémoire des femmes exclues de l'Histoire.
Dans son autobiographie, la créatrice a expliqué le moteur de son art : sa lutte pour faire reconnaître une culture spécifique des femmes.
Parmi ses autres œuvres célèbres, Birth Project (1980-1985) représente l’expérience de la maternité, entre douleur, réalisme et spiritualité ; Powerplay met en scène la construction masculine et les abus de pouvoirs ; Holocaust Project (1993) incarne la solution finale ; Resolutions (1994) marque un retour au thème féministe, qui sous-tend toute son œuvre.
En 2015, Xabier Arakistain propose une exposition monographique, Why Not Judy Chicago ?, présentée à Bilbao et à Bordeaux.
Judy Chicago, considérée comme une des pionnières de l'art féministe aux États-Unis, voit sa première rétrospective en 2020, à l'âge de 81 ans, accueillie par le De Young Museum à San Francisco.
Judy Chicago a travaillé comme directrice artistique de « Through the Flower », organisation à but non lucratif créée en 1978 pour soutenir ses travaux. Ses dernières œuvres sont regroupées dans la série Chicago in Glass. Une biographie, Becoming Judy Chicago, par Gail Levin est publiée en février 2007. Elle est membre de l'association « Feminists for Animal Rights ».

### Vie privée
Judy Chicago est mariée au photographe Donald Woodman.

## Écrits
- (en-US) The Dinner Party : From Creation to Preservation (photogr. Donald Woodman), Merrell, 1979, rééd. 1 mars 2007, 308 p. (ISBN 9781858943701),
- (en-US) Embroidering Our Heritage : The Dinner Party Needlework, Anchor Books, 1er octobre 1980, 287 p. (ISBN 9780385145688),
- (en-US) Through the Flower : My Struggle as a Woman Artist (ill. Anaïs Nin), iUniverse, 1 janvier 1984, rééd. 2 mars 2006, 280 p. (ISBN 9780595380466),
- (en-US) The Birth Project, Doubleday, 5 mars 1985, 231 p. (ISBN 9780385187107),
- (en-US) Holocaust Project : From Darkness Into Light, Penguin Books, 1er octobre 1993, 232 p. (ISBN 9780140159912),
- (en-US) Beyond the Flower : The Autobiography of a Feminist Artist, Viking, 1er mars 1996, 304 p. (ISBN 9780670852956),
- (en-US) co-écrit avec  Edward Lucie-Smith, Women and Art : Contested Territory, Watson-Guptill Publications, 1er septembre 1999, 192 p. (ISBN 9780823058525),
- (en-US) sur des histoires d'Anaïs Nin, Fragments from the Delta Venus, PowerHouse Books, 1er janvier 2004, 102 p. (ISBN 9781576871829),
- (en-US) Kitty City : A Feline Book of Hours, Harper Design, 29 mars 2005, 128 p. (ISBN 9780060595814),
- (en-US) co-écrit avec Frances Borzello, Frida Kahlo: Face to Face, Prestel Publishing, 1er septembre 2010, 272 p. (ISBN 9783791343600),
- (en-US) Institutional Time : A Critique of Studio Art Education, The Monacelli Press, 1er janvier 2014, 256 p. (ISBN 9781580933667),
- (en-US) The Flowering : The Autobiography of Judy Chicago (préf. Gloria Steinem), Thames Hudson, date prévue 20 juillet 2021, 416 p. (ISBN 9780500094389).

## Archives
Les archives de Judy Chicago sont déposées et consultables à la bibliothèque Schlesinger de l'Institut Radcliffe pour les études avancées de l'université Harvard.

## Prix et reconnaissance
En 1972, elle est incluse dans Some Living American Women Artists, un collage féministe de Mary Beth Edelson.
- 2021 : cérémonie d'admission au National Women's Hall of Fame[16].

#### Essais et dictionnaires
- (en-US) Julia M. Busch, A Decade Of Sculpture:The 1960s, Associated Univ Press, 1er novembre 1974, 54 p. (9780879820077),
- (en-US) Delia Gaze (dir.), Dictionary of Women Artists, volume 1, Chicago, Routledge, 1er juillet 1997, 735 p. (ISBN 9781884964213, lire en ligne), p. 387-390.
- (en-US) Jane F. Gerhard, The Dinner Party: Judy Chicago and the Power of Popular Feminism, 1970-2007, University of Georgia Press, 1er juin 2013, 360 p. (ISBN 9780820344577),
- (en-US) Gail Levin, Becoming Judy Chicago: A Biography of the Artist, University of California Press, 16 octobre 2018, 488 p. (ISBN 9780520300064),

#### Articles
- (en-US) Carol Snyder, « Reading the Language of "The Dinner Party" », Woman's Art Journal, Vol. 1, No. 2,‎ automne / hiver 1981, p. 30-34 (5 pages) (lire en ligne),
- (en-US) Lauren Rabinovitz, « Issues of Feminist Aesthetics: Judy Chicago and Joyce Wieland », Woman's Art Journal, Vol. 1, No. 2,‎ automne / hiver 1981, p. 38-41 (4 pages) (lire en ligne)
- (en-US) Susan Havens Caldwell, « Experiencing "The Dinner Party" », Woman's Art Journal, Vol. 1, No. 2,‎ automne / hiver 1981, p. 35-37 (3 pages) (lire en ligne),
- (en-US) Lolette Kuby, « The Hoodwinking of the Women's Movement: Judy Chicago's "Dinner Party" », Frontiers: A Journal of Women Studies, Vol. 6, No. 3,‎ automne 1981, p. 127-129 (3 pages) (lire en ligne),
- (en-US) Paula Harper, « The First Feminist Art Program: A View from the 1980s », Signs, Vol. 10, No. 4,‎ été 1985, p. 762-781 (20 pages) (lire en ligne),
- (en-US) Nancy McCauley, « No Sexual Perversion in Judy Chicago », Art Documentation: Journal of the Art Libraries Society of North America, Vol. 11, No. 4,‎ hiver 1992, p. 177-179 (3 pages) (lire en ligne),
- (en-US) Karen Keifer-Boyd, « From Content to Form: Judy Chicago's Pedagogy with Reflections by Judy Chicago », Studies in Art Education, Vol. 48, No. 2,‎ hiver 2007, p. 134-154 (21 pages) (lire en ligne),
- (en-US) Jane Gerhard, « Judy Chicago and the Practice of 1970s Feminism », Feminist Studies, Vol. 37, No. 3,,‎ 2011, p. 591-618 (28 pages) (lire en ligne),
- (en-US) Ellen C. Caldwell, « How 1971’s Womanhouse Shaped Today’s Feminist Art », Jstor Daily,‎ 23 avril 2018 (lire en ligne),